# فيكتور بيرد
فيكتور بيرد (بالإنجليزية: Víctor Bird) (16 مارس 1982 في بورتوريكو - ) هو لاعب كرة طائرة الولايات المتحدة في مركز ضارب خارجي ‏.

## وصلات خارجية
- فيكتور بيرد على موقع عالم الكرة الطائرة (الإنجليزية)
- فيكتور بيرد على موقع Ligue Nationale de Volley (الفرنسية)